# Polyrhachis penelope
Polyrhachis penelope é uma espécie de formiga do gênero Polyrhachis, pertencente à subfamília Formicinae.